# Valle de Águilas
Valle de Águilas är en ort i Mexiko.   Den ligger i kommunen San Francisco del Rincón och delstaten Guanajuato, i den centrala delen av landet, 300 km nordväst om huvudstaden Mexico City. Valle de Águilas ligger 1 750 meter över havet och antalet invånare är 159.
Terrängen runt Valle de Águilas är platt österut, men västerut är den kuperad. Runt Valle de Águilas är det ganska tätbefolkat, med 230 invånare per kvadratkilometer. Närmaste större samhälle är San Francisco del Rincón, 3,4 km norr om Valle de Águilas. Trakten runt Valle de Águilas består till största delen av jordbruksmark.